# قطعنامه ۱۷۷۳ شورای امنیت
قطعنامه ۱۷۷۳ شورای امنیت سازمان ملل متحد که در تاریخ 24 Agustus ۲۰۰۷ تصویب شد، سندی بین‌المللی دربارهٔ بررسی وضعیت خاورمیانه است. این قطعنامه طی نشست ۵۷۳۳ام با ۱۵ رای موافق، ۰ مخالف و ۰ ممتنع تصویب شد.
قطعنامه شورای امنیت سازمان ملل متحد 1773 به اتفاق آرا در 24 آگوست 2007 تصویب شد. لبنان همچنان تهدیدی برای صلح و امنیت بین المللی محسوب می شود .
با توجه به قطعنامه 1773 (2007) ، که به اتفاق آرا تصویب شد ، شورا از همه طرف های ذیربط خواست که به طور کامل به توقف جنگ و خط آبی احترام بگذارند و آنها را به همکاری کامل با سازمان ملل و UNIFIL فراخواند.
بعلاوه ، شورا همچنین طرفین را به همکاری کامل با شورای امنیت و دبیرکل برای دستیابی به آتش بس دائمی و یک راه حل بلند مدت است.
به درخواست نخست وزیر لبنان (سند S / 2007/396) و توصیه های دبیرکل ، که در نامه اخیر خود به رئیس شورای ، ماموریت این نیرو تمدید شد ( سند S / 2007/470) ، اشاره کرد که ، در حالی که استقرار سریع و م UNثر UNIFIL به ایجاد یک محیط استراتژیک ، نظامی و امنیتی جدید در جنوب لبنان کمک کرده است ، کارهای زیادی باید انجام شود .